# Callopistria batanga
Callopistria batanga là một loài bướm đêm trong họ Noctuidae.